# Kremenčevo steklo
Kremenčevo steklo (tudi flintovo steklo iz angleške besede flint, kar pomeni kremen, tudi svinčevo steklo) je steklo s precej visoko vsebnostjo svinčevega oksida.
Kremenčevo steklo ima Abbejevo število manjše od 50, kar je zelo malo. Lomni količnik pa ima vrednosti med 1,45 in 2,00.

## Zgodovina[1]
Začetki izdelave kremenčevega stekla segajo v leto 1600. Pri izdelavi stekla s pihanjem so pričeli dodajati kremen v prahu, da bi izboljšali kakovost stekla. Pravo kremenčevo steklo je prvi razvil v letu 1662 angleški steklar in poslovnež George Ravenscroft. S pomočjo dodajanja kremena je močno izboljšal lomne značilnosti stekla. Pričel je dodajati tudi svinec in je s tem še izboljšal kakovost stekla. Danes ga zaradi tega imenujejo tudi svinčevo steklo, ime kremenčevo ali flintovo steklo je še ostalo v uporabi.

## Sestava
Tipična sestava kremenčevega stekla je:
- silicijev dioksid (SiO2) približno 62 %
- natrijev oksid (Na2O) približno 6 %
- kalijev oksid (K2O) približno 8 %
- svinčev(II) oksid (PbO) približno 24 %

Po količini svinca v steklu se loči lahko in težko kremenčevo steklo.

## Uporaba
Kombinacija konkavne leče iz kremenčevega stekla in konveksne leče iz kronskega stekla da lečo, ki kaže izredno majhno kromatsko aberacijo (akromat)